# Callinectes exasperatus
Callinectes exasperatus är en kräftdjursart som först beskrevs av Gerstaecker 1856.  Callinectes exasperatus ingår i släktet Callinectes och familjen simkrabbor. Inga underarter finns listade i Catalogue of Life.